# 羅鐸
羅鐸是唐代六詔之一的浪穹詔王，在父王豐時死後繼位，在位年期不明，死後由兒子鐸羅望繼位。
| 前任： 豐時 | 六詔浪穹詔王 | 繼任： 鐸羅望 |